# Natale a Zerolandia
Natale a Zerolandia è una serie di concerti tenuti da Renato Zero a cadenza annuale dal 1979 al 1983 e nel 1989.

## Descrizione

### Antefatti

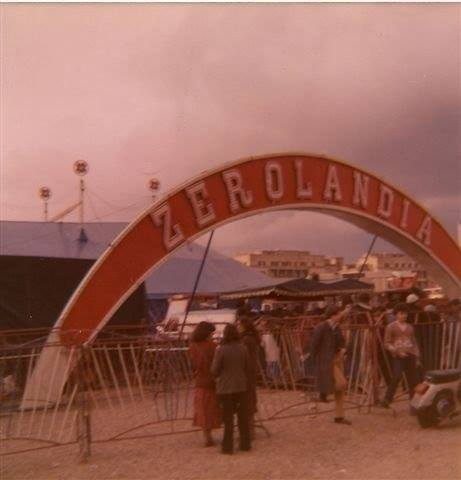
Il "Circo Americano" ribattezzato "Zerolandia" nel 1979.

Nella primavera del 1979, Zero affittò un tendone per dare forma e spazio a Zerolandia, ovvero la terra di Zero che rappresenta il suo mondo, la sua idea di favola e che il cantautore definisce, nella nota di copertina dell'omonimo album del 1978, «terra di verità e d'illusione, di prosaiche poesie e di poetiche follie»; un luogo nel quale si può «entrare senza passaporto».
Per realizzare questa idea, si rivolse alla famiglia di Enis Togni, la quale gli affittò il tendone che veniva utilizzato per il "Circo Americano", che per l'occasione venne fermato per tre mesi; lo chapiteau fu ribattezzato, appunto, "Zerolandia".
La prima tournée che Zero realizzò sotto la tenda fu La favola di EroZero, spettacolo-musical che portò Renato in giro per le principali città italiane, tra le quali Roma, Bologna, Pisa, Torino e Verona.
Per questo tour, vennero messi a disposizione l'intero staff del Circo Americano, il parco automezzi, il bar, la biglietteria e le arcate di ingresso sulle quali era impressa la scritta "Zerolandia", anziché "American Circus". Queste ultime davano la sensazione allo spettatore di entrare in un'altra dimensione, in un mondo parallelo a quello circostante.
I Togni dovettero occuparsi, inoltre, del reperimento delle aree e della pubblicità.
Il tour registrò la presenza di circa 295.000 spettatori in 59 spettacoli.

### Natale a Zerolandia

Renato Zero all'esterno del Tendone di Zerolandia nel 1979.

Dopo l'esperienza primaverile, Zero decise di festeggiare le feste natalizie insieme al suo pubblico; diede così vita alla serie di spettacoli Zerolandia '80, che dall'anno successivo assunsero il nome Natale a Zerolandia.
Per il primo anno, la famiglia Togni gli affittò nuovamente il Circo Americano.
I concerti si svolgevano a Roma nel periodo di Natale e Capodanno e in un'altra città nel periodo dell'Epifania con replica pomeridiana la domenica e il giorno di Natale.
Durante la serata del 24 dicembre, lo spettacolo veniva interrotto a mezzanotte per officiare la messa, celebrata, come più volte dichiarato dallo stesso Zero, da un prete in blue jeans. Successivamente, venivano distribuiti panettone, pandoro e torrone e, dopodiché, lo spettacolo riprendeva.
In poco tempo, Natale a Zerolandia divenne una tradizione annuale per tutti gli zerofolli e non solo.

Renato Zero all'esterno del Tendone di Zerolandia nel 1979.

Il 23 dicembre 1982 partì, per il quarto anno consecutivo, Natale a Zerolandia; l'avventura, però, durò poco, dato che il 24 dicembre intervenne la Questura di Roma che sequestrò tutti i biglietti e diffidò dal continuare lo spettacolo. La sospensione era dovuta al fatto che la tenda, secondo quanto dichiarato, non fosse conforme alle norme di sicurezza.
Successivamente, Renato intervenne a Domenica in, nella puntata del 26 dicembre, per lanciare un appello alle istituzioni affinché potesse riprendere i concerti in programma a Zerolandia: la richiesta fu accolta e lo spettacolo del 27 dicembre si svolse regolarmente.
Il 28 dicembre 1982, nel tardo pomeriggio, intervenne la Polizia su ordinanza del pretore Eugenio Bettiol; gli agenti entrarono all'interno del tendone con i mitra e intimarono il pubblico di uscire. Alla fine, dovette intervenire Zero da dietro le quinte pregando tutte le persone già sedute di abbandonare la tenda. Una volta sfollata, a Zerolandia vennero apposti i sigilli.

Il tendone utilizzato nel 1982, al quale vennero messi i sigilli.

Dopo l'intervento dell'allora sindaco di Roma, Ugo Vetere, al cantautore venne offerto il Palazzo dello Sport, dove Zero portò il suo spettacolo esibendosi il 1º gennaio 1983 davanti a circa 20.000 persone.
Dopo Roma, lo spettacolo si trasferì a Milano nel periodo dell'Epifania, per poi ritornare nella Capitale dal 26 al 30 gennaio 1983. Queste ultime date romane si svolsero in una tenda più capiente rispetto a quella utilizzata precedentemente.
La chiusura di Zerolandia sancì la fine di un'epoca e Zero espresse tutta la sua rabbia e la sua delusione per la chiusura del tendone nel brano Giorni, inserito nell'album Leoni si nasce pubblicato nel 1984.
Nel 1989, dopo quasi sette anni, Renato tornò con Natale a Zerolandia: in quel periodo, infatti, il cantautore romano era in tournée con il Voyeur Tour (che prende il titolo dall'album Voyeur, pubblicato nel medesimo anno); la prima parte si svolse nei palazzetti dello sport, mentre la seconda parte proseguì con il tendone di Zerolandia (affittato sempre dalla famiglia Togni).
In quell'anno, gli spettacoli natalizi assunsero il nome Natale a Zerolandia - Voyeur Tour e si svolsero solamente a Roma dal 23 dicembre 1989 al 1º gennaio 1990. Essi dividevano la prima parte dalla seconda parte del tour.
Purtroppo, anche questo tentativo di riaprire il Tendone di Zerolandia fallì: a Napoli, dove Renato avrebbe dovuto esibirsi dal 24 al 26 febbraio 1990 con la seconda parte del Voyeur Tour, non venne concesso nessuno spazio per montare la tenda e Zero fu costretto ad esibirsi al PalaPartenope. Questo episodio scatenò l'ira del cantautore che annullò la terza data di Napoli e organizzò una conferenza stampa durante la quale dichiarò, per la prima volta, l'intenzione di ritirarsi dalle scene perché «stanco di aprire e chiudere un tendone» e anche per il fatto che non gli venisse attribuito il giusto valore artistico e la stessa importanza che veniva data ai suoi colleghi cantautori. Il medesimo concetto e la decisione di ritirarsi dalle scene furono ribaditi anche durante il Festival di Sanremo 1991, al quale Zero partecipò con il brano Spalle al muro classificandosi al secondo posto.

## Zerolandia '80

Renato Zero durante una tappa di Zerolandia '80.

Renato Zero mentre estrae dal baule in vimini il costume utilizzato per cantare il brano Sgualdrina durante lo Zerofobia Tour del 1977.

Zerolandia '80 è la prima serie di concerti natalizi tenuti da Renato Zero. Il nome mutò dall'anno successivo in Natale a Zerolandia.
I concerti si svolsero a Roma dal 22 dicembre 1979 al 2 gennaio 1980 e a Milano dal 6 al 18 gennaio 1980.
Il tendone a Roma fu montato al Foro Italico, in Viale Dei Gladiatori, mentre a Milano fu installato in Viale Della Liberazione, nel quartiere Varesine.
Sul palcoscenico erano presenti un enorme seggiolone, un baule in vimini e un pianoforte.
I cambi d'abito erano circa quattro in tutto lo spettacolo. Durante il concerto, Renato estraeva dal baule in vimini posizionato sul palcoscenico alcuni mantelli, vestaglie e cappelli utilizzati nelle tournée precedenti.
Come per i precedenti tour, anche in quell'occasione Renato cantò sulle basi musicali, fatta eccezione per alcune canzoni che vennero eseguite al pianoforte dal Maestro Piero Pintucci, storico collaboratore e autore di molte composizioni del repertorio di Zero dal 1976 al 1981.

Renato Zero mentre canta il brano Sgualdrina a Zerolandia '80.

Durante Zerolandia '80, venne presentato in anteprima il brano Buon Natale (che Zero cantava accompagnato al pianoforte dal M° Pintucci) che fu, poi, inserito nel doppio album Tregua, pubblicato nel giugno 1980.

Renato Zero mentre canta il brano Buon Natale a Zerolandia '80.

La scaletta non era sempre uguale, ma variava di sera in sera.

### Scaletta

Renato Zero durante una tappa di Natale a Zerolandia 1981/82.

1. L'evento
2. Vivo
3. La rete d'oro
4. La tua idea
5. Inventi
6. Sergente, no!
7. No! Mamma, no!
8. Sgualdrina
9. Hanno arrestato Paperino
10. Tu che sei mio fratello
11. Fermati
12. Il carrozzone
13. Morire qui
14. Manichini
15. L'ambulanza
16. Qualcuno mi renda l'anima
17. Salvami!
18. Tragico samba
19. Una sedia a ruote
20. Il cielo
21. Buon Natale

## Natale a Zerolandia 1980/81
Natale a Zerolandia 1980/81 è la seconda serie di concerti natalizi tenuti da Renato Zero.
I concerti si svolsero a Roma dal 22 dicembre 1980 al 2 gennaio 1981 e a Torino dal 6 al 12 gennaio e dal 15 al 18 gennaio 1981 (in alcuni giorni lo spettacolo a Torino non si svolse perché Renato si prese l'influenza).
Il tendone a Roma fu montato in Via Cristoforo Colombo (angolo Via Costantino), mentre a Torino fu installato all'ex Foro Boario in Corso Vittorio Emanuele II.

Renato Zero mentre canta il brano Niente trucco stasera a Natale a Zerolandia 1980/81.

Lo spettacolo era simile alla tournée svoltasi negli stadi durante l'estate 1980, Senza Tregua, per il fatto che a Roma non venne concesso né lo Stadio Olimpico né lo Stadio Flaminio per ospitare il concerto. 
Vennero ripresi anche molti dei costumi utilizzati durante gli spettacoli estivi, mentre la scaletta subì qualche variazione.
Renato, durante questa serie di spettacoli natalizi, cantò con la band.
Dalle registrazioni dei concerti, fu realizzato il doppio album dal vivo Icaro, pubblicato il 18 marzo 1981. Le date torinesi vennero riprese per lo special televisivo Viaggio a Zerolandia, andato in onda sulla Rete2 il 20 aprile 1981. Lo stesso special fu pubblicato in VHS nel 1991 con il titolo La notte di Icaro.

Durante i concerti, presentò in anteprima il brano Più su, che non fu mai inciso in studio fino al 1995. Quest'ultima versione venne inserita nel triplo cofanetto Renatissimo!, pubblicato nel 2006.

Renato Zero mentre canta il brano Vivo a Natale a Zerolandia 1980/81.

Celebre è l'intro utilizzato a inizio concerto, poi ripreso anche nelle due serie successive:
«È Natale a Zerolandia, è Natale anche per noi. Per noi diversi. Per noi che siamo tanti. Per noi che guardiamo avanti... già, avanti!
Per noi che, forse, sembriamo strani, ma che in fondo siamo così umani... già!
È Natale malgrado l'apparenza. Per noi che vogliamo vivere. Per noi che abbiamo pazienza. Per noi che lavoriamo in segreto, che ci diamo da fare affinché questa vita incazzata possa cambiare umore e diventare un'altra occasione... un altro Natale.
E noi ci siamo tutti e siamo davvero più veri di ieri.
Prestateci un sogno, lasciateci ancora tentare.
Perché questa notte sia eterna. Perché sia una notte d'amore!!!»

Renato Zero canta il brano Chi più chi meno a Natale a Zerolandia 1980/81.

### Scaletta
1. Intro - È Natale a Zerolandia
2. Paleobarattolo
3. No! Mamma, no!
4. Vivo
5. Sesso o esse
6. Niente trucco stasera
7. Qualcuno mi renda l'anima
8. Morire qui
9. Madame
10. Un uomo da bruciare
11. Inventi
12. Triangolo
13. Manichini
14. Potrebbe essere Dio
15. Non sparare!
16. Profumi, balocchi & maritozzi
17. Chi più chi meno
18. Buon Natale
19. Fortuna
20. Amico
21. Il cielo
22. Il carrozzone
23. Più su

Altri brani eseguiti:
- La rete d'oro
- La tua idea
- Civiltà

## Natale a Zerolandia 1981/82
Natale a Zerolandia 1981/82 è la terza serie di concerti natalizi tenuti da Renato Zero.

Renato Zero mentre canta Il jolly a Natale a Zerolandia 1981/82.

I concerti si svolsero a Roma dal 23 dicembre 1981 al 2 gennaio 1982 e a Genova dal 6 al 16 gennaio 1982.

Renato Zero durante una tappa di Natale a Zerolandia 1981/82.

Il tendone a Roma fu montato nuovamente in Via Cristoforo Colombo (angolo Via Costantino), mentre a Genova fu installato in Piazzale Kennedy.
Parte dei costumi e della scaletta vennero ripresi dagli spettacoli estivi che Zero tenne a Bussoladomani a Lido di Camaiore, denominati Estate a Zerolandia.
La scaletta era caratterizzata principalmente da brani tratti dall'ultimo doppio album uscito poche settimane prima dell'inizio dei concerti, Artide Antartide, uno dei dischi di maggior successo del cantautore.
Alcuni brani del disco vennero presentati, in anteprima, durante i concerti estivi.
In quell'anno, Renato tornò a cantare sulle basi musicali. Tuttavia, alcuni brani vennero eseguiti solo piano e voce.

Renato Zero mentre canta il brano Sterili a Natale a Zerolandia 1981/82.

Ospite della tournée fu Dario Baldan Bembo, già compositore di molti brani di Zero, tra i quali Amico, Più su, Spiagge, La gente come noi e Figli della guerra.
Lo spettacolo prevedeva anche la presenza dei ballerini, che si esibivano su alcuni brani durante il concerto.

Renato Zero mentre canta il brano Sterili a Natale a Zerolandia 1981/82.

La scenografia era composta da due pannelli bianchi posti ai lati del palco: sul pannello sinistro era impressa la scritta "Artide", mentre sul pannello destro era impressa la scritta "Antartide". Il carattere di entrambe le scritte era uguale a quello utilizzato per la copertina dell'album, ovvero il font greco.

### Scaletta
1. Intro - È Natale a Zerolandia
2. Il jolly
3. Per carità
4. Ed io ti seguirò
5. La tua idea
6. Non sparare!
7. Sterili
8. Non passerà
9. Pionieri (piano e voce)
10. La stazione (piano e voce)
11. Lungara (piano e voce)
12. Padre nostro (piano e voce)
13. Niente trucco stasera
14. Gente
15. Ecco noi
16. Marciapiedi
17. I figli della topa
18. Amico (piano e voce)
19. Più su (piano e voce)
20. Stranieri (piano e voce)
21. Bella tirolese
22. La postina della Val Gardena
23. Il cielo (piano e voce)

## Natale a Zerolandia 1982/83
Natale a Zerolandia 1982/83 è la quarta serie di concerti natalizi tenuti da Renato Zero.
Lo spettacolo a Roma, inizialmente, si sarebbe dovuto svolgere dal 23 dicembre 1982 al 2 gennaio 1983.

Arcata di ingresso del Tendone di Zerolandia in Via Cristoforo Colombo a Roma nel 1982.

A causa della chiusura del tendone, lo spettacolo si svolse regolarmente solo in determinati giorni:
- 23 dicembre 1982 (Tendone di Zerolandia);
- 27 dicembre 1982 (Tendone di Zerolandia);
- 1º gennaio 1983 (Palazzo dello Sport).

Renato Zero mentre canta il brano La fregata a Natale a Zerolandia 1982/83.

Dopo queste date romane, lo spettacolo si spostò a Milano presso il Teatro Tenda (di proprietà della famiglia Togni), situato nel quartiere Lampugnano, dal 6 al 16 gennaio 1983.
Dal 26 al 30 gennaio 1983, Zero riuscì a ritornare a Roma con il tendone di Zerolandia per le ultime cinque date conclusive del tour. Queste ultime non si svolsero nello stesso tendone utilizzato a dicembre, ma in un'altra tenda più capiente.
Il tendone a Roma fu montato, come di consueto, in Via Cristoforo Colombo (angolo Via Costantino).

Renato Zero mentre canta il brano Niente trucco stasera a Natale a Zerolandia 1982/83.

La scaletta era composta principalmente da brani tratti dal doppio album Via Tagliamento 1965/1970 (pubblicato nell'ottobre 1982), le cui canzoni furono presentate durante il varietà del sabato sera di Rai 1, Fantastico 3, nel quale Zero aveva un proprio spazio autogestito denominato Fantastico Zero.
In questo tour, tornarono i musicisti a suonare dal vivo e il corpo di ballo (già presente nella sigla di Fantastico Zero, Viva la Rai), nel quale figurava anche un giovanissimo Lucio Presta.

### Scaletta
1. Intro - È Natale a Zerolandia
2. Ancora fuoco
3. La facciata
4. Meglio per te
5. La fregata
6. Morire qui
7. Che bella libertà
8. Niente
9. Niente trucco stasera
10. Il jolly
11. Contagio
12. Resisti
13. Amori
14. Roma nun fa' la stupida stasera (solo a Roma)
15. Ci tira la vita
16. Angeli
17. Soldi
18. Il cielo
19. Più su